# Леміщиха
Лемі́щиха — село в Україні, в Жашківській міській громаді Уманського району Черкаської області. Розташоване за 4 км на захід від міста Жашків і 3 км від автошляху М05. Населення становить 859 осіб (станом на 2009 р.).

## Історія
Село відоме з початку 17 століття. Про походження села існують такі письмові джерела:

«Леміщиха — село, що в трьох верстах від містечка Жашків на північ, розміщена у глибокому яру, що впадає до струмка Торчі. Жителів обох статей 600, з них
27 католиків, 5 євреїв. Землі в маєтку 2000 десятин. Леміщиха дістала назву від жителя Лемеха і його дружини Леміщихи, які жили в цьому місці з початку XVII століття.
Леміщихою, коли воно стало селом, володів Каменський, що купив його в Закревського — головного конюха графа Острозького. У Каменського на початку XIX століття село купив дід нинішнього власника Сігмунда Костянтиновича Підгорського. Церква збудована в 1747 році».

Коли навколишня земля була оголошена власністю поміщика, то на це місце переселилися мазури (з Мазурських боліт Полісся), прізвища Мазурок і Мазур є до сьогодні. Переселенці почали рубати дубовий ліс, щоб будувати приміщення для поміщика і житла для себе. На пагорбі була збудована дубова церква в 1734 році. Пізніше, в 1747 році, під церкву було закладено кам'яний підмурок. Скарби Леміша були витрачені на прикраси церкви. Саму церкву освятили в день євангеліста Луки, після чого щороку в цей день 31 (18) жовтня святкують в селі храмове свято.
У селі поселенці селилися вздовж берега річки, яка протікає із заходу на схід. Біля церкви була розташована поміщицька садиба. Селом володів до Жовтневого перевороту 1917 року поміщик Петро Підгорський.
Станом на 1900 рік в селі було — дворів 192, жителів 1086, з них чоловіків 536. Село мало 1425 десятин землі, з них належить поміщикові 692 десятини, церкві — 40 десятин, селянам — 693 десятини. У селі були: 1 церква, 1 кузня. Пожежний обоз складався з 2-х бочок.
У 1910 році в селі мешкало: православних чоловіків 548, жінок — 548, крім того, 18 католиків, сектантів — 3. Школа була церковно-приходська, стояла ще церква, збудована 1747 року.
Революційна хвиля 1905—1906 років не минула і села Леміщиха. Тут в економії поміщика Підгорського вибухнув страйк. Робітники і наймити вимагали 8-годинного робочого дня, збільшення зарплати, покращення умов праці. Організатором страйку був робітник Якимчук Свирид (він же був і головою страйкового комітету). Всі роботи в маєтку припинилися, на полях ніхто не працював, худоба була голодна, воду зі ставків повипускали (щоб виловили рибу селяни). Якимчук Свирид так розповідав про ці події:

«Працювали ми у пана Підгорського у наймах. Примушували нас працювати по 16 годин на добу. Харчували нас гірше, ніж панських собак; рано давали кашу, в обід — шматок хліба з огірком, а вечеряти часто зовсім не доводилося, бо робота виснажувала всі сили — і люди вечорами засинали, забуваючи про їжу. За цю тяжку й нелюдську працю ми одержували 5 карбованців на місяць. У липні (саме в жнива) 1905 року ми покинули роботу і з піснями пішли до садиби поміщика. Пан побоявся вийти, вислав керуючого, але і той зразу ж сховався, злякався розгніваного народу. Цей страйк тягнувся цілий тиждень. Панський хліб осипався не зібраний. Пан викликав стражників, і селян батогами змушували йти на роботу. Мене й моїх товаришів — Струся Трохима, Підопригу Мусія, Якобчука Семена, Клепача Мефодія, Горошка Івана, Щебетуна Прокопа — арештували і відправили в Таращинську тюрму. Після суду над нами всіх відпустили, а Якимчука Свиридона заслали на Сахалін. Вернувся із заслання уже в 1918 році і в селі помер».

У Леміщисі школу грамоти відкрито в 1898 році. Школа містилася в найнятій селянській хаті. Вчив грамоти місцевий дяк. Всього учнів було 6—12. Навчання проводилося взимку. Вчили граматику чи псалтир на церковнослов'янській мові. В 1910 році було створено церковно-парафіяльну школу з трирічним навчанням (три групи). Навчав один учитель, а піп викладав закон Божий. В кожній групі було 5—7 учнів. Навчання проводилося російською мовою. Навчали писати, читати, рахувати та молитви. У школі учнів били, ставили навколішки, через що багато дітей кидали навчання. У селі були ще церква, корчма. Керували селом староста, соцький, збирач податків. Головну роль відігравав у селі піп. Збирали збори громадян, на яких мали голос тільки власники наділу землі, безземельні взагалі на збори не допускалися.
Перед Жовтневим переворотом в село приходили газети для попа, для дяка, для керуючого поміщицьким маєтком. Після перевороту всі діти пішли в школу, яка була відкрита без закону Божого, без попа. Вчителями були більш грамотні, освічені демобілізовані офіцери.
На початку березня 1918 року в селі було створено комітет розподілу поміщицького майна і землі. До складу комітету ввійшли Мазурок Платон, Струсь Семен, Щебетун Сава, Парфенюк Макар, Горошко Мирін. Землю поділили і провели посівну компанію. Відразу ж у селі з'явився поміщик із загоном гайдамаків. Селян примусили деяке майно повернути. На село наклали контрибуцію, щоб сплатити поміщику за майно.

### Радянська окупація
Восени 1920 року було створено комітет незаможних селян. Першим його головою був Струсь Йосип, потім — Горошко Мирін Ігнатович. У 1921 році в селі було проведено загальний перерозподіл всієї землі. Кожен селянин міг вибирати будь-яку форму землекористування і сівозміни.
Разом з тим, у селі посилилася і культурна робота: з'явилися газети, журнали, плакати. Відкрилася хата-читальня, почав працювати драмгурток. У 1920 році в школі було чотири класи. Учні продовжували навчання в Жашківській семирічній школі. У 1934 році було побудовано клуб. З 1936 року в селі працювала семирічна школа, де 200 дітей навчали 13 вчителів.
Весною 1929 року, під час примусової колективізації, було створено колгосп. У січні 1930 року багатих селян було репресовано радянськими каральними органами та вислано із села.

#### Радянсько-німецька війна
Територія села була окупована військами Вермахту з 19 липня 1941 року по 4 січня 1944 року. На роботи в Німеччину було вивезено 57 жителів села, з них — 27 чоловіків та 30 жінок. Розстріляно і замучено 27 мешканців села. У Леміщиці було створено партизанський загін із 32 осіб під командування голови колгоспу П. К. Коретнюка. Загін встановив зв'язки з іншими підпільними загонами району. 184 мешканця села брали участь у боях радянсько-німецької війни, 108 з них загинули, 65 нагороджені орденами й медалями. На їх честь в селі встановлено обеліск Слави.

#### Повоєнні роки
26 квітня 1961 року на загальних зборах колгоспу було ухвалено постанову про те, щоб колгоспне майно передати у власність Жашківського цукрокомбінату і на землях колгоспу утворити радгосп. Створений радгосп має вирощувати насіння цукрових буряків для всіх колгоспів району та займатися тваринництвом. Усі колгоспники перейшли працювати в радгосп. Людям похилого віку видавалася державою щомісячна грошова допомога. Станом на 1972 рік в селі проживало 972 чоловіка. Працювали млин, крупорушка, столярно-теслярська майстерня. Також на той час працювали восьмирічна школа та консультаційний пункт заочної середньої школи, клуб на 300 місць із стаціонарною кіноустановкою, 2 бібліотеки з фондом 8 тисяч книг, фельдшерсько-акушерський пункт, дитячий садок, два магазини, їдальня і майстерня для пошиття одягу.
У 1982 році закінчено будівництво нового дитячого садка на 90 місць. З 1988 року в селі працювала 9-річна школа, у якій навчалося 120 учнів. Обслуговували населення промисловий та продовольчий магазини, відділення зв'язку.

## Населення

### Мова
Розподіл населення за рідною мовою за даними перепису 2001 року:
| Мова       | Кількість | Відсоток |
| ---------- | --------- | -------- |
| українська | 804       | 98.17%   |
| російська  | 11        | 1.34%    |
| білоруська | 4         | 0.49%    |
| Усього     | 819       | 100%     |

## Сучасність
У 1995 році на базі бурякорадгоспу Жашківського агроцукрокомбінату, куди входили три відділення: Леміщиха, Жашків, Вільшанка — було утворено ВАТ «Росток».
У 1998 році на базі Леміщицького відділення було утворене сільськогосподарське відкрите акціонерне товариство «Леміщиха». Головою правління обрано Бовкуна Олександра Володимировича.
У 2001 році в селі працювали загальноосвітня школа І-ІІ ступенів, де навчалися 180 учнів, дитяча дошкільна установа, яку відвідували в середньому 35 дітей, фельдшерсько-акушерський пункт, медпрофілакторій зі стоматологічним кабінетом, сільський будинок культури, один змішаний магазин, відділення зв'язку.

## Відомі люди
- Білокур Мотрона Титівна (1908—1995) — колгоспниця, Герой Соціалістичної Праці;
- Гармидер Олександр Володимирович (1956—2023) — український художник.
- Мартовщук Оксана Степанівна (1912—1989) — ланкова; Герой Соціалістичної Праці
- Підопригора Опанас Андронович (1927—2005) — юрист, академік;
- Охріменко Василь Іванович (1927—2006) — військовий диригент[9].

## Галерея

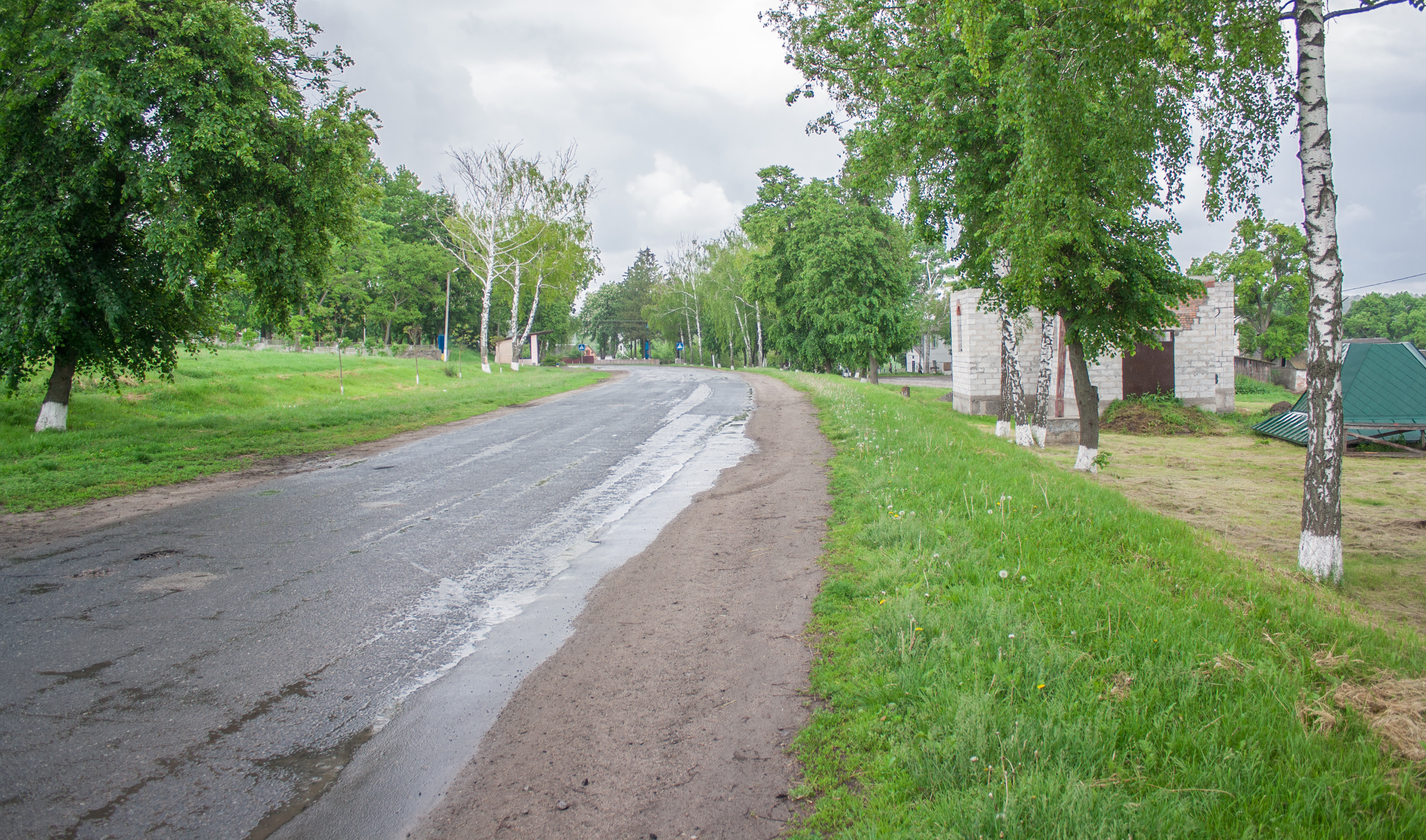
Вулиця Слави
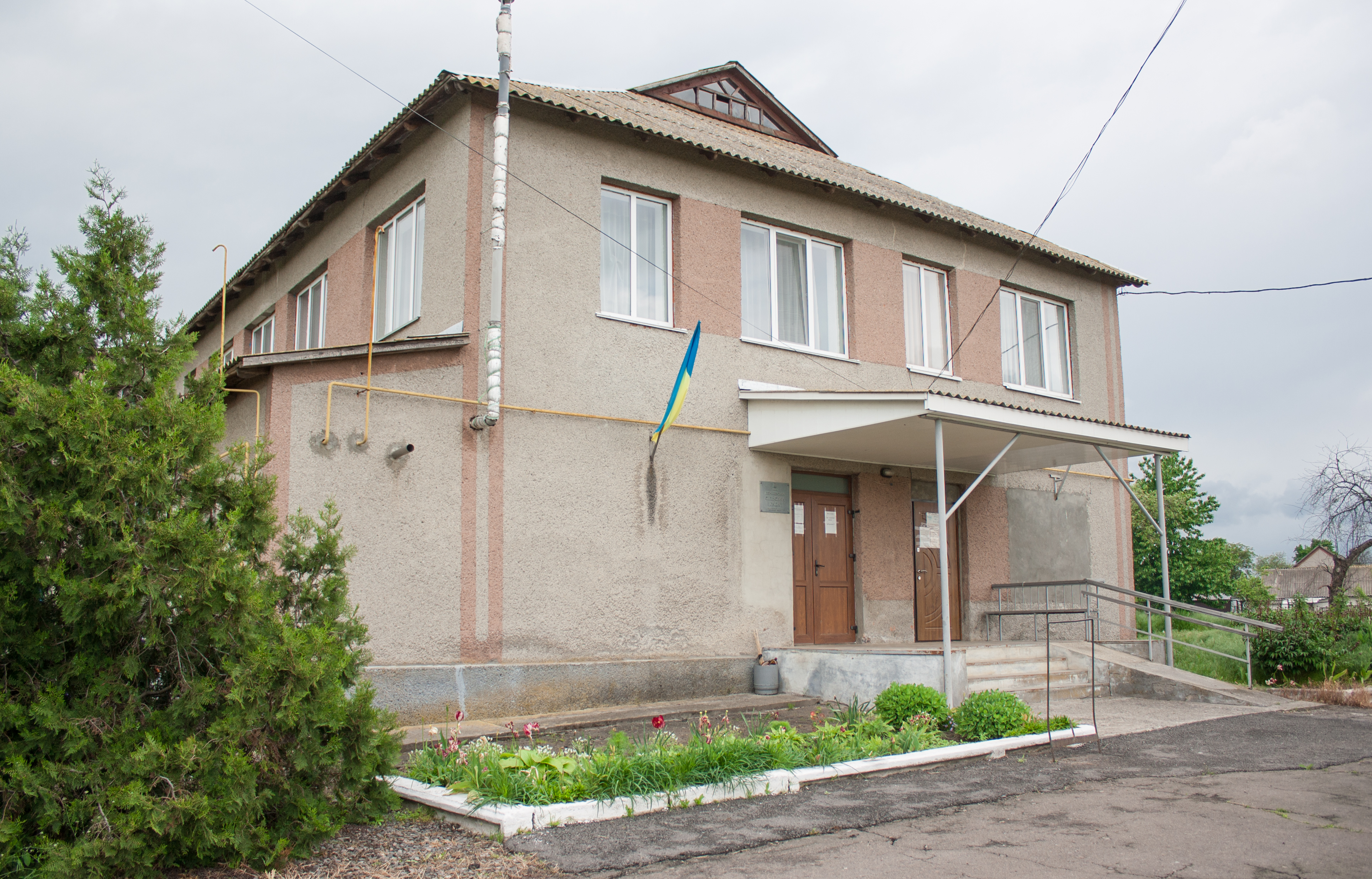
Сільрада
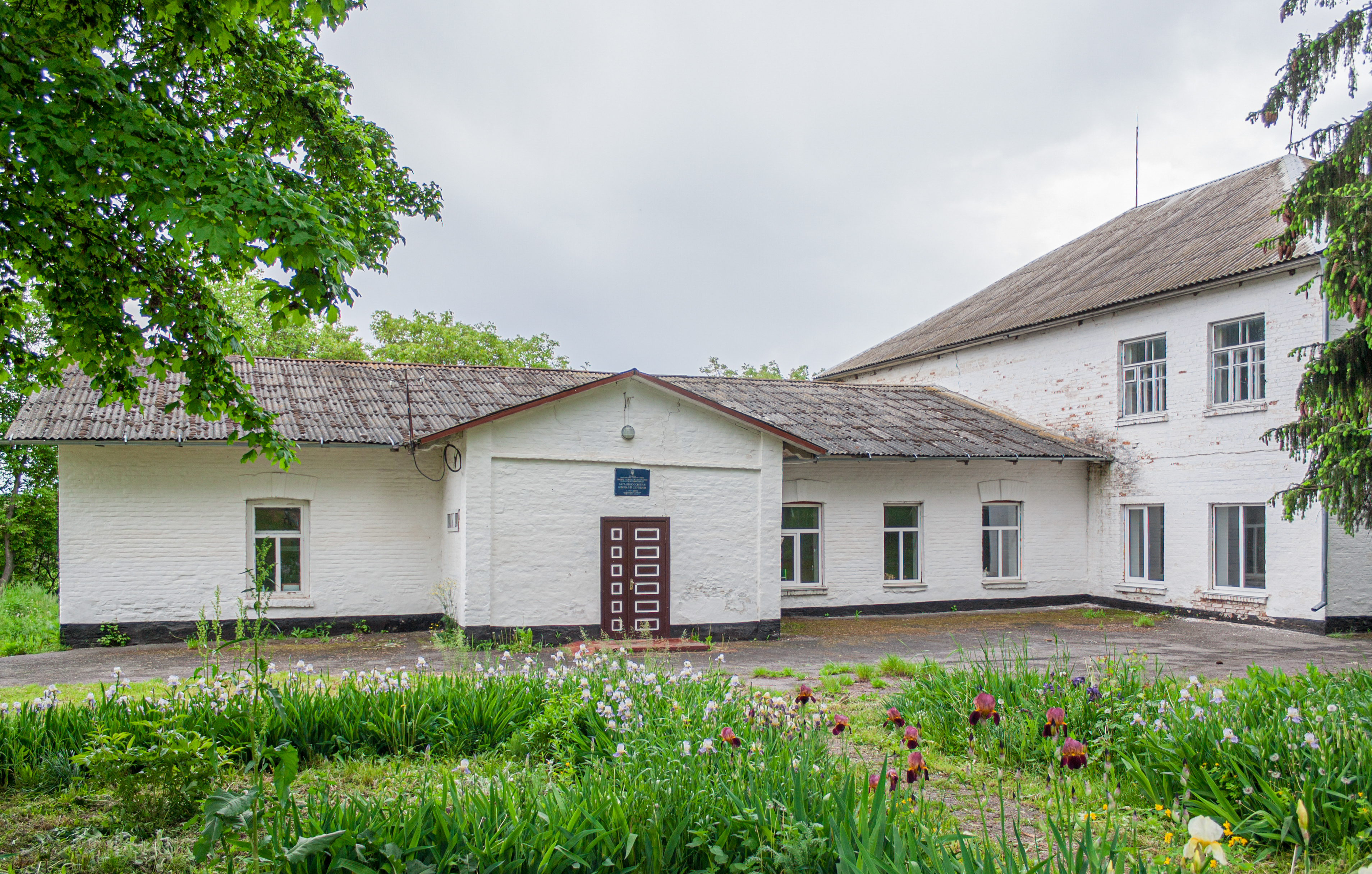
Школа
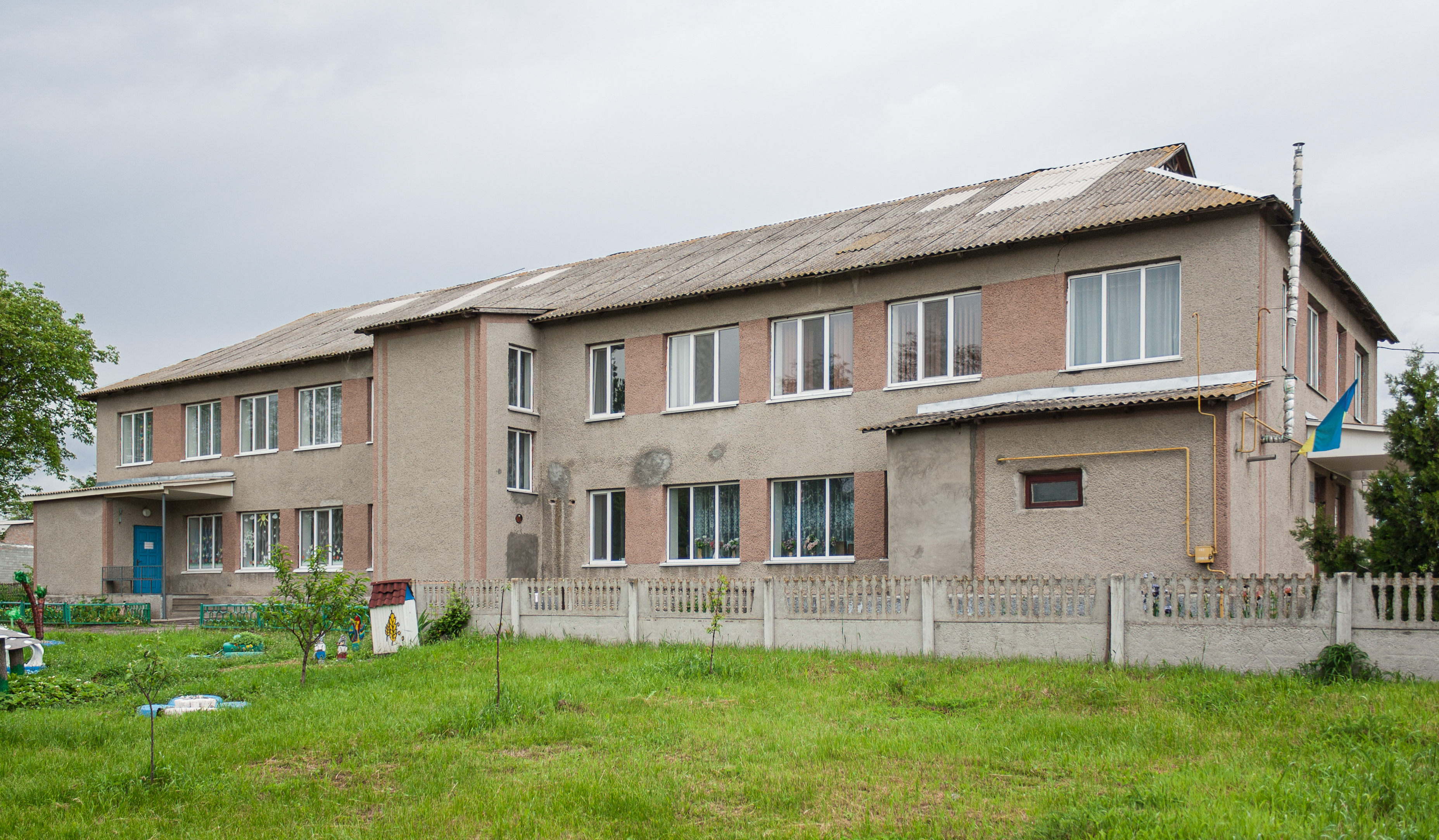
Дитсадок
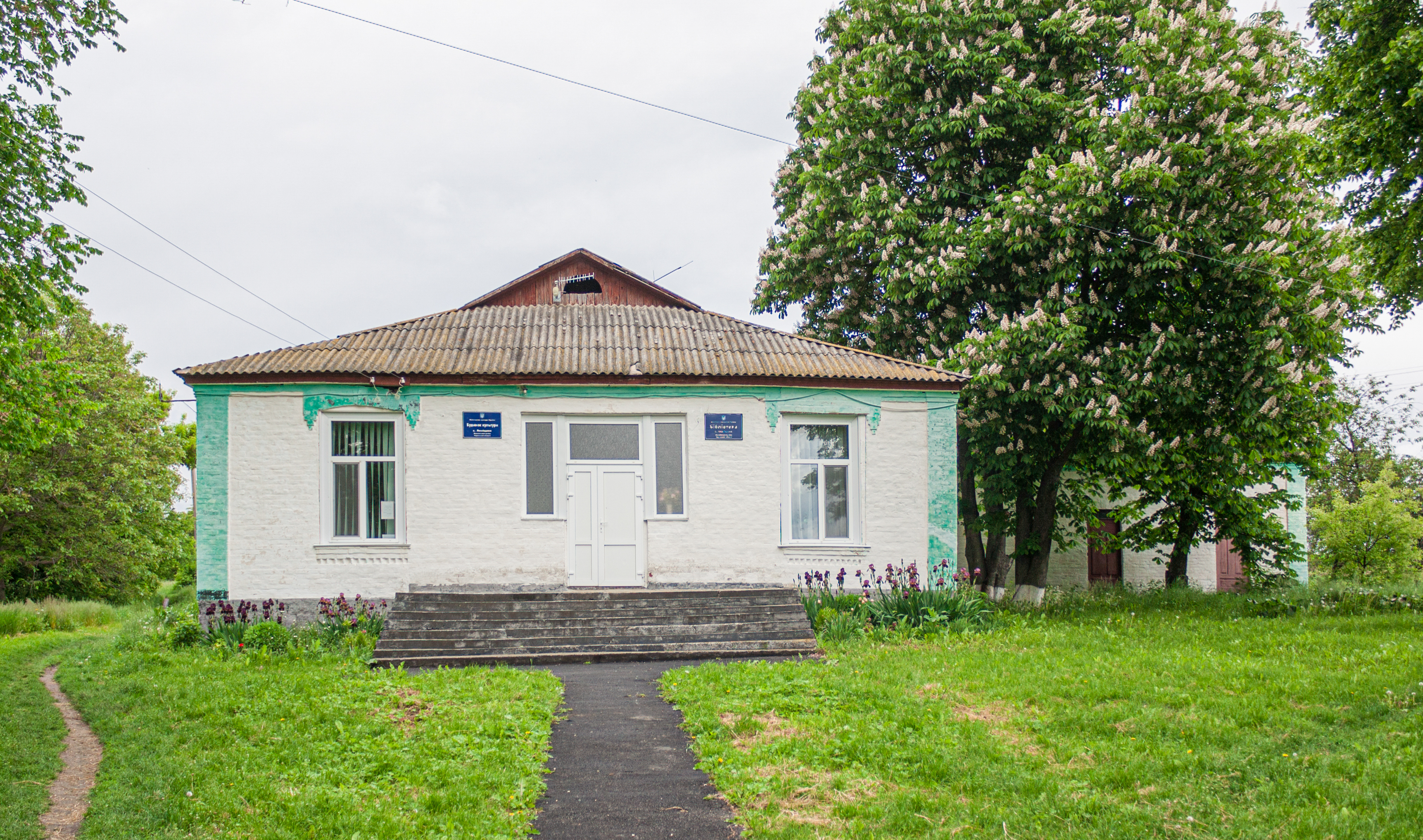
Будинок культури
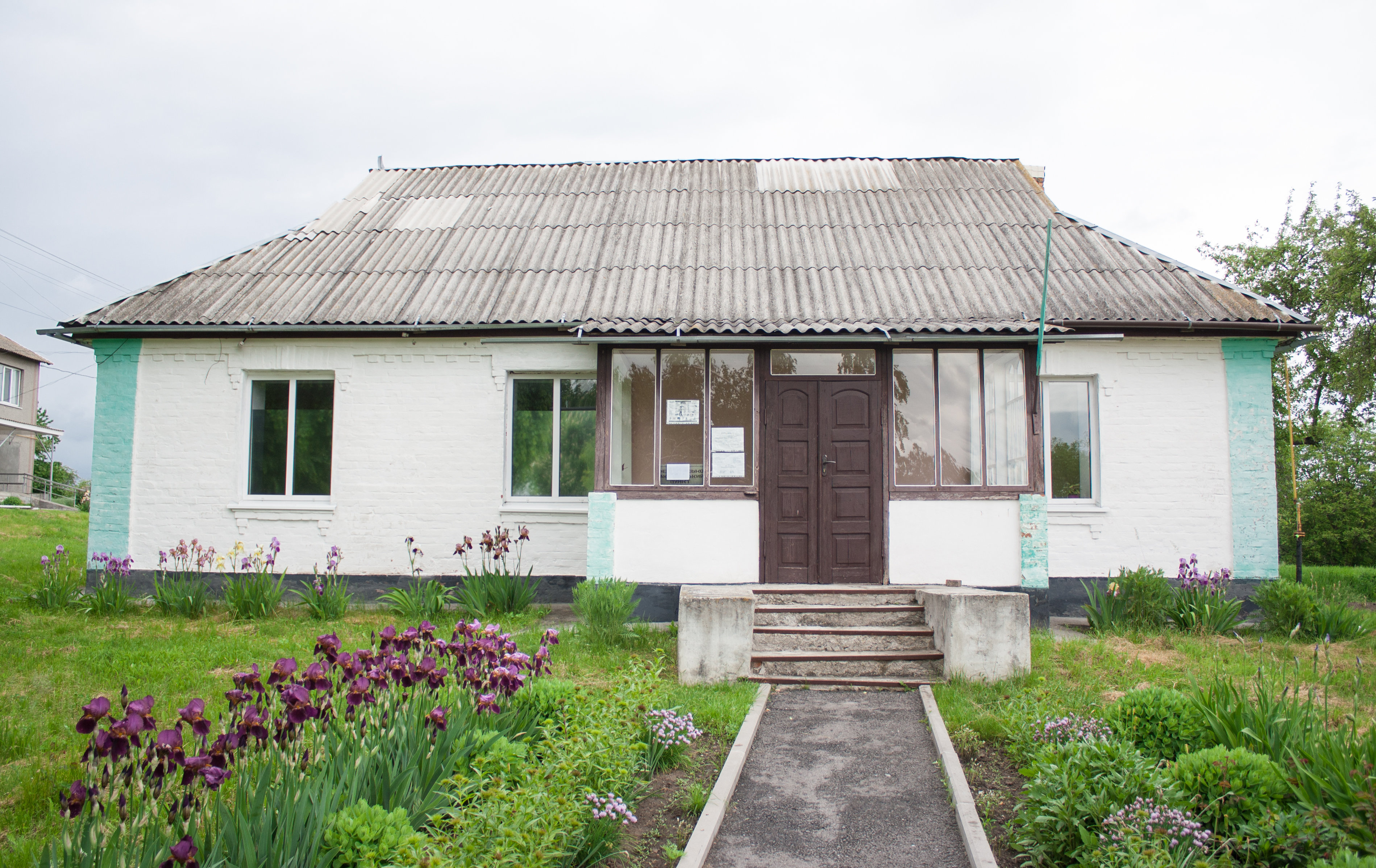
ФАП
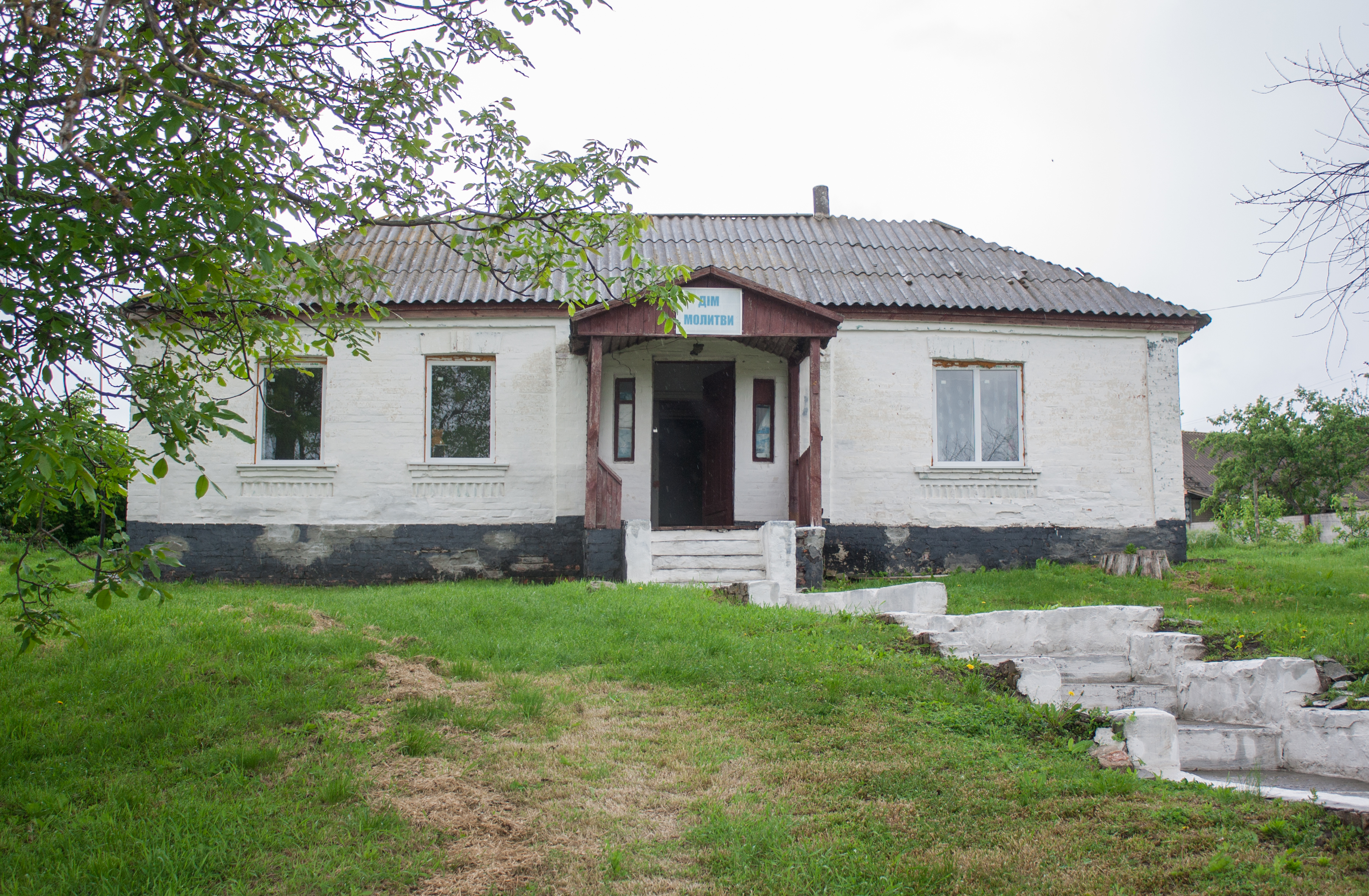
Дім молитви
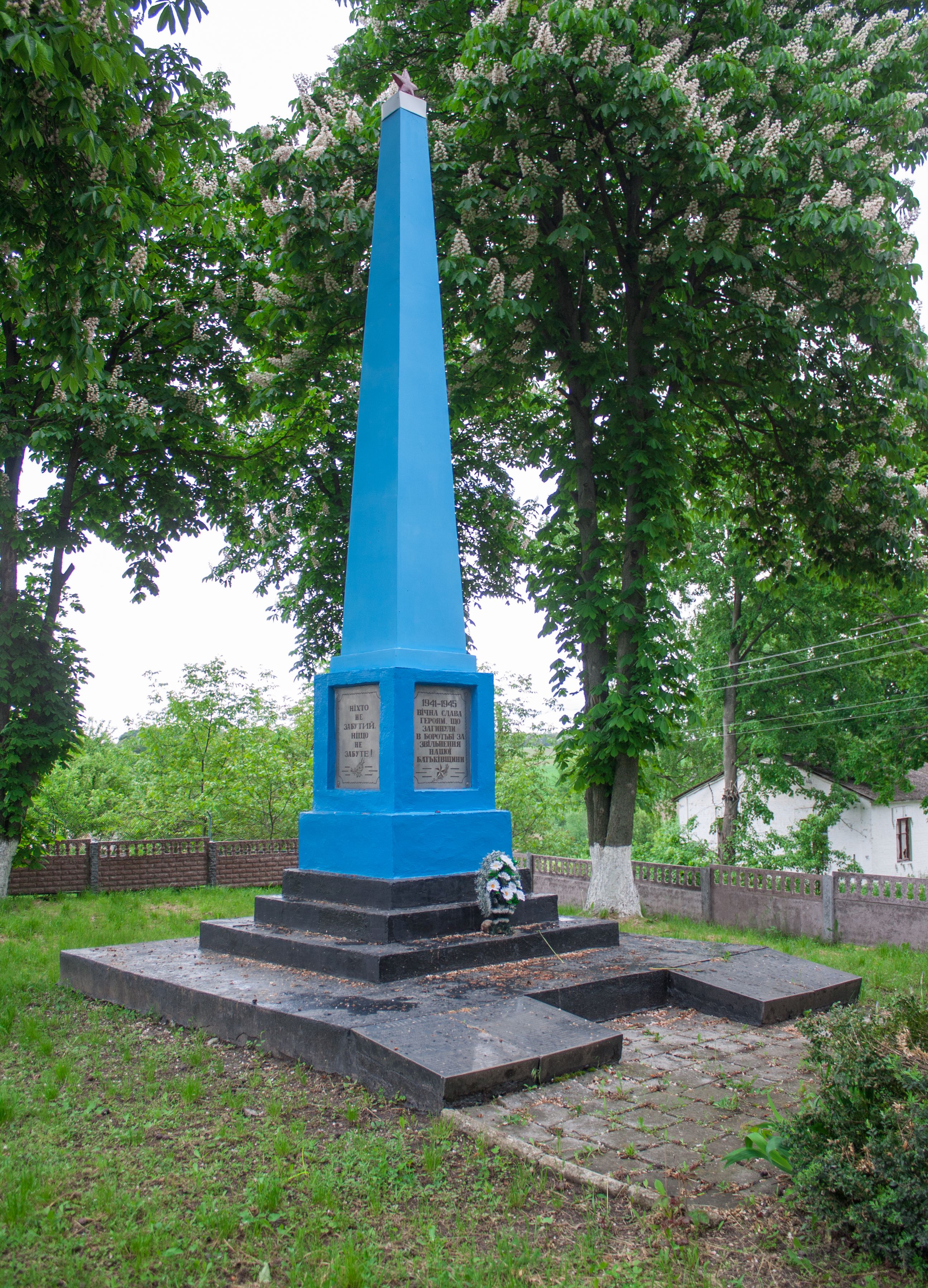
Пам'ятник воїнам-односельчанам

### Ресурси інтернету
- Леміщиха на who-is-who.com.ua[недоступне посилання з липня 2019]